# Sägmühle (Markt Schwaben)
Sägmühle ist ein Ortsteil der Gemeinde Markt Schwaben im Landkreis Ebersberg in Bayern, Regierungsbezirk Oberbayern.
Bei Haus zweigt der Sägmühlenweg von der Staatsstraße 2080 nach Osten ab und führt zu der Einöde zwischen der Anzinger Sempt und ihren Nebenfluss, dem Fehlbach. Nördlich liegt eine alte Kläranlage, in der nun das Kletterzentrum Markt Schwaben des Deutschen Alpenvereins beherbergt ist. Bei der Sägmühle gibt es eine Damwildzucht.

## Geschichte
1486 gehört die Mühle zum Kloster Dietramszell. Im 18. Jahrhundert wird sie nach einem Brand vom Brauer Gerstlacher aufgekauft, später an andere Besitzer weiter gegeben. 1720 wird hier Bauholz für den Aufbau des Ostflügels des Schlosses Schwaben hergestellt. 1786 wird die wieder abgebrannte Sägemühle erneut aufgebaut. 1830 und 1903 kommt es wieder zu Bränden.

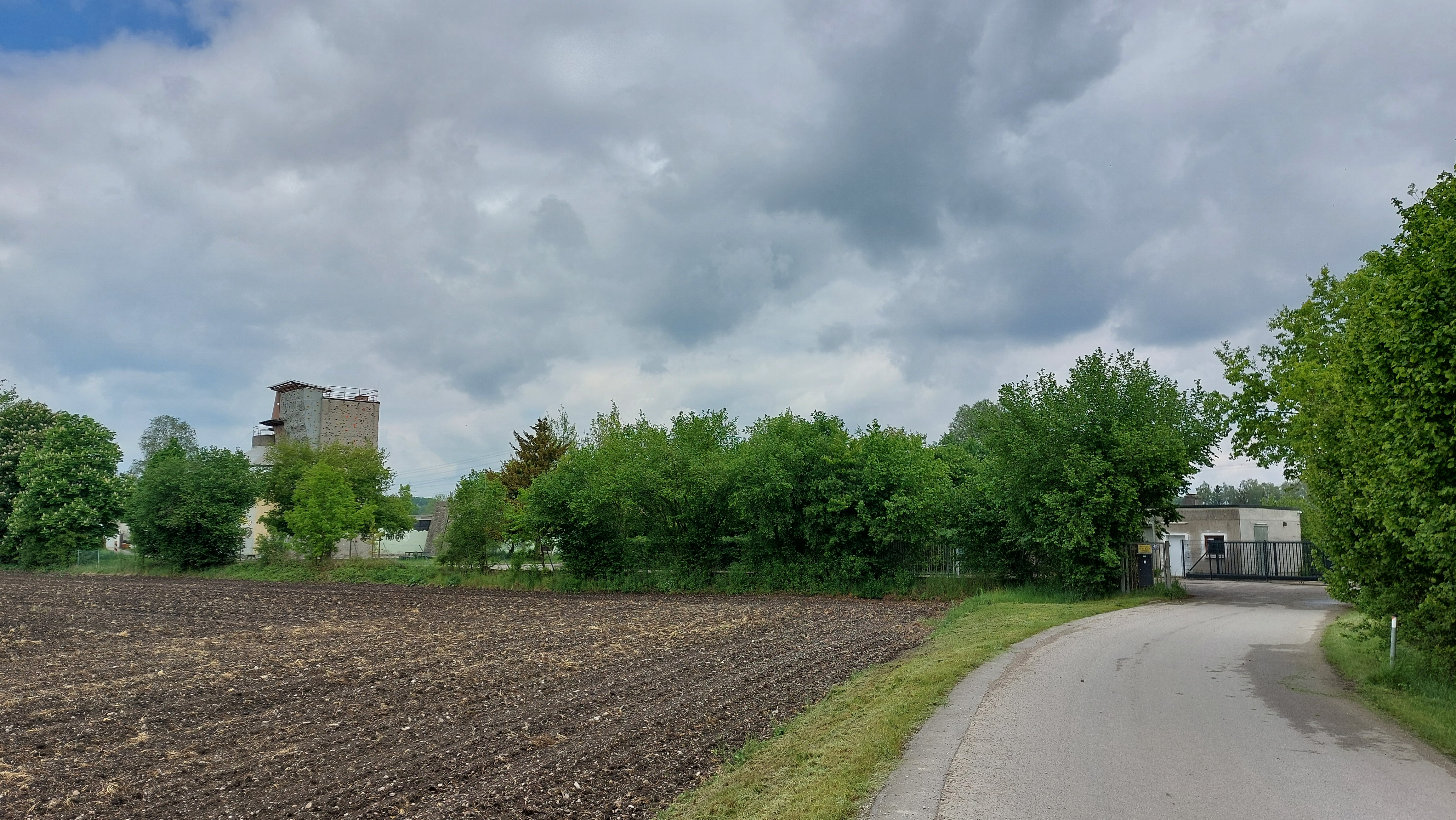
Altes Klärwerk mit Kletterzentrum
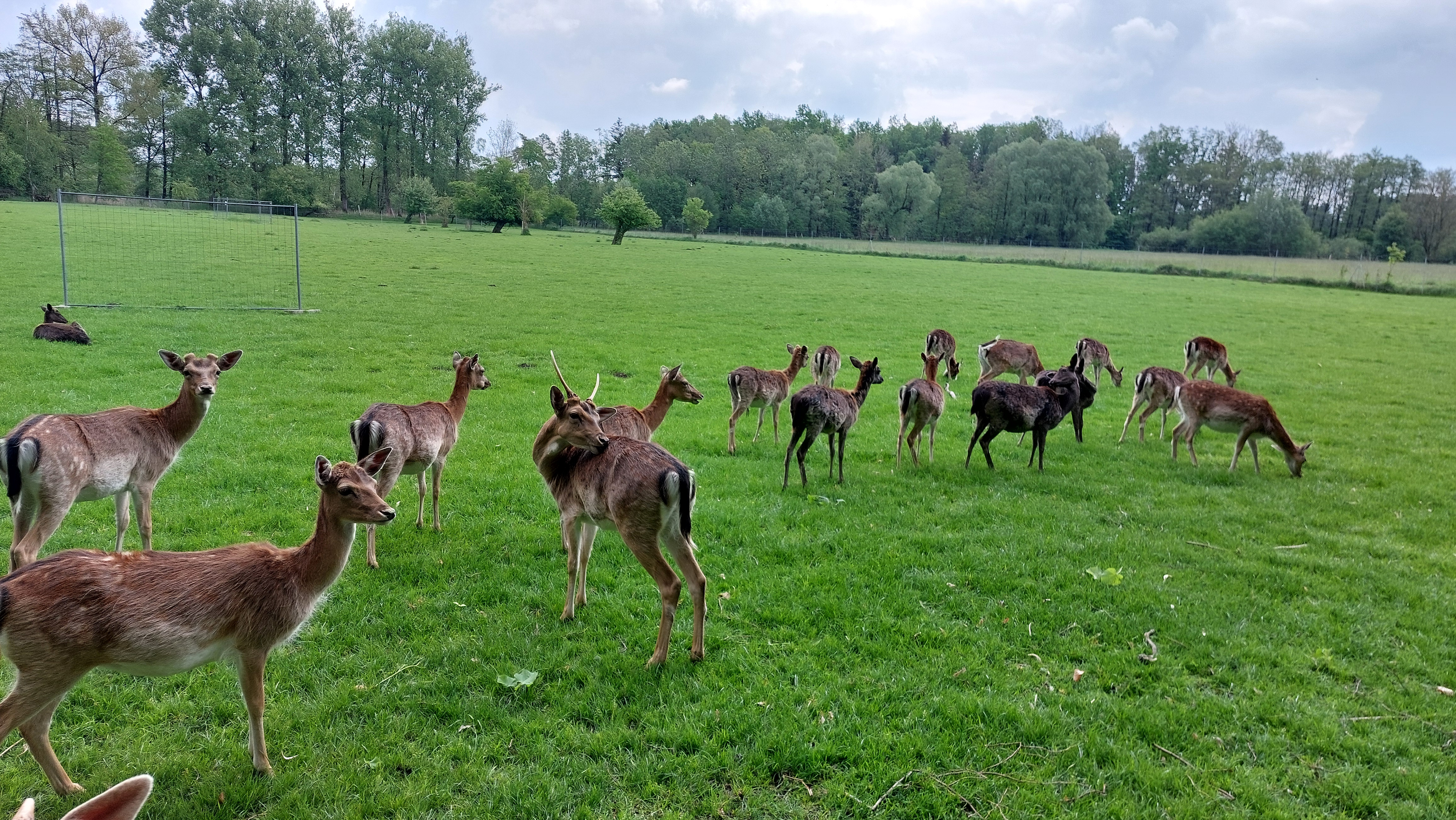
Damwild
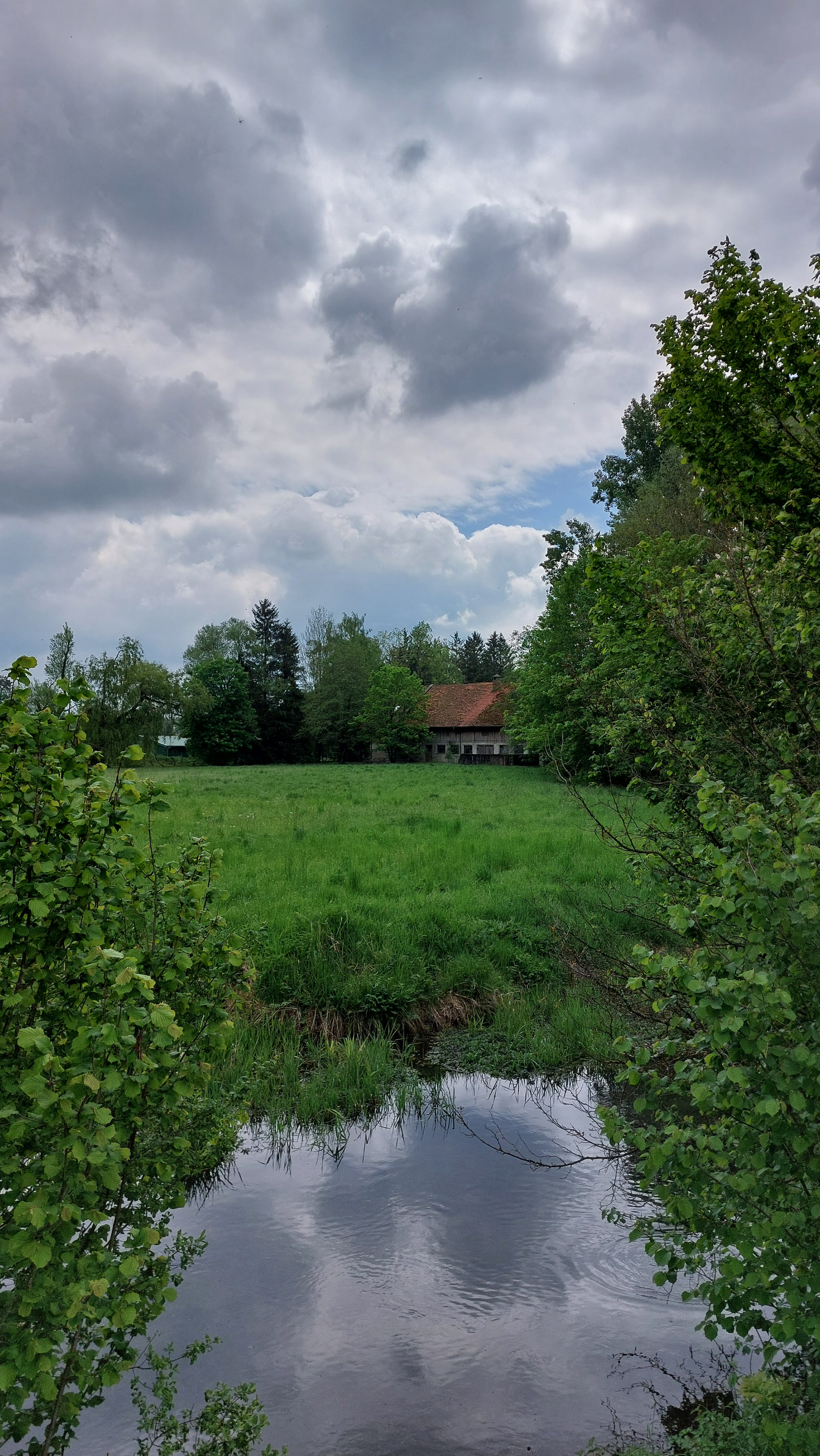
Die Anzinger Sempt bei der Sägmühle